# Székely Gyula (villamosmérnök)
Székely Gyula (Brassó, 1946. május 26.) erdélyi magyar villamosmérnök, egyetemi tanár.

## Életútja
Középiskolai tanulmányait szülővárosában, az Unirea Líceumban végezte 1963-ban, majd ugyanott a Politechnikai Intézetben, az elektronika szakon szerzett villamosmérnöki diplomát 1968-ban. Ugyanitt doktorált 1978-ban. 1969-től a főiskola villamossági karán tanársegéd (1968–1976), majd adjunktus (1976–1990), előadótanár (docens, 1990–1993). 1993-tól professzor ugyanott, a Transilvania Egyetemnek nevezett intézményben. 2009-től a Sapientia Erdélyi Magyar Tudományegyetem marosvásárhelyi karán egyetemi tanár, 2010–2012 között dékán, 2012-től 2017-ig az egyetem rektorhelyettese, azóta emeritus professzor.

## Munkássága
Kutatási területei: a teljesítményelektronika, az adatgyűjtő és mérőműszerek. Kutatási eredményei közé tartozik a középfrekvenciás és nagy teljesítményű tranzisztoros generátorok romániai sorozatgyártásának előkészítése.
Első egyetemi tankönyve 1970-ben jelent meg, azóta munkatársaival vagy önállóan nyolc főiskolai tankönyvet írt. Szakcikkeit, tanulmányait román nyelven az Electronică, Electrotehnică şi Automatică, Industria Lemnului című szaklapokban, 
Craiován, Galacon, Temesváron megjelenő egyetemi szakkiadványokban közölte; magyarul többnyire szakmai népszerűsítő cikkekkel a Brassói Lapokban és az Ifjúmunkásban jelentkezett.
Önállóan vagy társszerzőkkel kiadott munkái egyetemi jegyzetként, majd nyomtatásban is megjelentek. Ezek:
- Villamos és mágneses méréstechnika (Brassó 1970; ua. második, bővített kiadásban 1975);
- Villamos konverterek (uo. 1975);
- Elektronikus elemek és áramkörök, méréstechnika (uo. 1978; ua. nyomtatásban 1980);
- Méréstechnika és automatikus ellenőrzés (uo. 1981);
- Villamos és elektrotechnikai méréstechnika. Mérőeszközök (uo. 1981);
- Villamos és elektrotechnikai mérések. I–II. (Bukarest, 1982, 1989);
- Nemvillamos mennyiségek villamos mérése (uo. 1984);
- Mérések és adatgyűjtés (uo. 1994);
- Adatgyűjtő és jelfeldolgozó rendszerek (Kolozsvár, 1997);
- Vegyes jelű integrált áramkörök (uo. 1998);
- Calculatoare. Arhitectură şi organizare (társszerző Mihai Romanca, Brassó 2004).